# Kościół Najświętszego Imienia Jezus w Pilicy-Biskupicach
Kościół Najświętszego Imienia Jezus – rzymskokatolicki kościół parafialny należący do dekanatu pilickiego diecezji sosnowieckiej. Kościół klasztorny OO. franciszkanów-reformatów w Biskupicach-Pilicy wpisany do rejestru zabytków pod numerem A/1/99 z 30 kwietnia 1999.

## Historia
Franciszkanie osiedlili się w Pilicy (Biskupicach) w latach 1740–1745 z inicjatywy Marii Józefy z Wesselów Sobieskiej, fundatorki kościoła i klasztoru. Budowa kompleksu rozpoczęła się po uzyskaniu zgody biskupa krakowskiego kard. Jana Lipskiego w 1739 roku. Kościół został wybudowany w latach 1743-1746 i konsekrowany 14 maja 1747 r. przez biskupa krakowskiego Andrzeja Załuskiego. W XVIII wieku utworzono tu bibliotekę oraz studium filozofii i teologii.
Pożar w 1857 roku oraz represje po powstaniu styczniowym doprowadziły do likwidacji klasztoru w 1902 roku. Zakonnicy powrócili do Pilicy w 1915 roku. W czasie II wojny światowej klasztor został splądrowany przez Niemców, a następnie służył jako miejsce tajnego nauczania i duszpasterstwa. Od 1946 roku klasztor obsługuje nowo utworzoną parafię. Obecnie pełni również funkcję domu postulatu dla kandydatów do zakonu.

## Kult Matki Bożej Śnieżnej
Sanktuarium Matki Bożej Śnieżnej – Opiekunki Rodzin w Pilicy-Biskupicach prowadzone jest przez franciszkanów od połowy XVIII wieku. Jego głównym ośrodkiem kultu jest obraz Matki Bożej Śnieżnej, związany z tradycją rzymskiej bazyliki Santa Maria Maggiore. Według przekazu, wizerunek ten początkowo należał do bp. Augustyna Wessla i został przekazany Franciszkanom przez jego siostrę, fundatorkę klasztoru, Marię Józefę z Wesslów Sobieską, w 1753 roku.
Obraz, datowany na XVII wiek i pochodzący prawdopodobnie z Włoch, uważany jest za jedną z najstarszych kopii rzymskiego oryginału Salus Populi Romani w Polsce. W 2002 roku papież Jan Paweł II poświęcił złote korony dla Maryi i Dzieciątka, które nałożył uroczyście biskup sosnowiecki Adam Śmigielski podczas koronacji 15 czerwca 2003 roku. Wówczas świątynia została oficjalnie podniesiona do rangi Sanktuarium Matki Bożej Śnieżnej – Opiekunki Rodzin.